# Dale Allan Gardner
Dale Allan Gardner dr. (Fairmont, Minnesota, 1948. november 8. – Colorado Springs, Colorado, 2014. február 19.) amerikai tesztpilóta, űrhajós.

## Életpálya
1970-ben az University of Illinois keretében gépészmérnöki oklevelet szerzett. 1971-ben a legígéretesebb haditengerészeti tisztként szerzett pilótajogosítványt. Több mint 2300 órát töltött a levegőben (repülő/űrrepülőgép), több mint 20 különböző típusú repülőgépen szolgált. 1973-tól a haditengerészet tesztpilótája. Az F–14 Tomcat tesztelésének több fázisát segítette, majd az első F–14 Tomcat katonai kötelékben alkalmazta a technika lehetőségeit. Az USS Enterprise (CVN 65) fedélzetén a Csendes-óceán és az Indiai-óceán területén teljesített szolgálatot.
1978. január 16-tól a Lyndon B. Johnson Űrközpontban részesült űrhajóskiképzésben. Kiképzését követően az STS–4  támogató (tanácsadó, problémamegoldó) legénységének tagja.
Két űrszolgálata alatt összesen 14 napot, 00 órát és 52 percet (337 óra) töltött a világűrben, és 225 alkalommal kerülte meg a Földet. Űrhajós pályafutását 1986 novemberében fejezte be. Visszatért a légierőhöz, ahol a műveletek ellenőrzési osztályán dolgozott Coloradóban. 1989-től a Space Control Peterson Air Force Base igazgatóhelyettese.

## Űrrepülések
- STS–8, a Challenger űrrepülőgép 3. repülésének küldetésfelelőse. Az űrrepülőgép program történetében először fordult elő, hogy éjszakai indítás/leszállás történt. Az Apollo–17 esetében volt az első éjszakai start. Elsötétített körülmények között gyakorolták az indítást, de a rakétahajóművek fényei szinte nappali világosságot produkáltak. Műholdat telepítettek, műholdat teszteltek, valamint teljesítették a mintegy 54 kutatási, kísérleti programot. Tesztelték a Canadarm manipulátor képességeit. Első űrszolgálata alatt összesen 6 napot, 1 órát és 8 percet (145 óra) töltött a világűrben. 4 046 660 kilométert (2 514 480mérföld) repült, 97 alkalommal kerülte meg a Földet.
- STS–51–A,  a Discovery űrrepülőgép 2. repülésének küldetésfelelőse. Kettő műholdat (kanadai Anik D–2, amerikai Syncom IV–1) telepítettek, valamint befogtak kettőt (indonéz Palapa B–2, Western Union Westar VI)  és visszahozták a Földre. Második űrszolgálata alatt összesen 7 napot, 23 órát és 44 percet töltött a világűrben. 12 óra űrsétát (kutatás, szerelés, mentési gyakorlat) végzett. 5 293 786 kilométert repült, 133 alkalommal kerülte meg a Földet.